# Antón Arieta
Antón Arieta-Araunabeña Piedra (* 6. Januar 1946 in Durango; † 7. Mai 2022) war ein spanischer Fußballspieler. Der Baske bestritt einen Hauptteil seiner Karriere für Athletic Bilbao auf und kam auf sieben Länderspiele für Spanien. Der Stürmer ist auch als Arieta bzw. – da er zeitgleich mit seinem älteren Bruder Eneko Arieta aktiv war – Arieta II bekannt.

## Sportlicher Werdegang
Arieta kam als Jugendlicher zu Athletic Bilbao, wo bereits sein Bruder aktiv war. Im Alter von 18 Jahren rückte er vor Beginn der Spielzeit 1964/65 in die in der Primera División antretende Wettkampfmannschaft auf und erzielte im Saisonverlauf zwölf Tore. Insgesamt war er zehn Spielzeiten für den Klub aktiv, dabei bestritt er 358 Spiele und erzielte 83 Tore. Nachdem er in den Endspielen um den spanischen Landespokal 1966 gegen Real Saragossa und 1967 gegen den FC Valencia erfolglos auf dem Platz gestanden hatte, gelang ihm 1969 gegen den FC Elche nicht nur der Pokalsieg, beim 1:0-Erfolg im Estadio Santiago Bernabéu erzielte er zudem den spielentscheidenden Treffer. Im Wettbewerb 1972/73 zog er erneut mit der Mannschaft um Mannschaftskapitän Iñaki Sáez, Agustín Guisasola, Txetxu Rojo, Fidel Uriarte und Torhüter José Ángel Iribar ins Endspiel ein, beim erneuten Pokalsieg durch einen 2:0-Sieg über CD Castellón war er neben Félix Zubiaga erneut Torschütze. Ab 1974 spielte er noch zwei Jahre für den Ligakonkurrenten Hércules Alicante, ehe er 1976 seine aktive Laufbahn beendete.
Zwischen 1970 und 1973 lief Arieta sieben Mal für die spanische Nationalmannschaft auf. Dabei erzielte er vier Tore, zwei Treffer gelangen ihm beim 2:0-Erfolg in seinem Debütspiel am 11. Februar 1970 über Westdeutschland in Sevilla und ein Tor bei seinem letzten Länderspiel, als im Januar 1973 Ungarn mit 1:0 besiegt wurde.